# Material Girl
Material Girl („Материално момиче“) е втори сингъл от втория албум на Мадона Like а Virgin и е символична песен-подпис на певицата. Издадена е на 30 януари 1985 г. от Sire Records. Участва в леко ремиксирана версия в компилацията с нейни хитове The Immaculate Collection.

## Информация за песента
Бас линията на песента наподобява на тази в песента на Дъ Джаксънс Can You Feel It, която се появява в техния албум от 1980 г. Triumph и която от своя страна леко напомня песента на Джеферсън Еърплейн от 1960 г. White Rabbit. Стиховете от своя страна напомнят припева от песента на Мелиса Манчестър You Should Hear How She Talks About You (1982).
Мадона често отбелязва, че това е песента, за чието записване съжалява най-много, поради факта, че се превръща в неин прякор. Тя допълва, че ако е знаела какъв ще е резултатът, сигурно никога не би я записала. Тя завършва The Virgin Tour с автоиронично изпълнение на Material Girl.
Material Girl е включена в нейната колекция с хитове от 1990 г., The Immaculate Collection. През 2003 г. феновете на Мадона били помолени да наредят свой Топ 20 от Q Magazine и те поставят песента на 15-о място.

## Представяне в класациите
Material Girl се превръща в още един топ 5 хит за Мадона в Billboard Hot 100, както и трети номер едно сингъл в класацията Hot Dance Music/Club Play. Песента дбютира в Billboard Hot 100 на 8 февруари 1985 г. под № 43, докато Like a Virgin, предишният сингъл, вече напускал топ 10 на класацията.